# Blondie
|  | Aquest article tracta sobre el grup de música. Si cerqueu el còmic, vegeu «Blondie (còmic)». |

Blondie és el nom d'una de les bandes més exitoses i originals dels anys setanta, part de l'anomenada Nova Onada i precedent estètic i musical del pop dels vuitanta.
Amb origen a Nova York, el grup va iniciar el seu camí musical el 1975 juntament amb altres bandes locals com The Ramones, dins del moviment anomenat punk rock i que havia aparegut recentment. Els seus primers concerts a la sala CBGB, regentada per Hilly Kristal, varen suposar per a la banda una plataforma per donar-se a conèixer a la ciutat.
Després d'un parell d'àlbums amb singles de cert èxit com ("X offender","In the flesh" o la popular "Denis") el 1978 van treure a la venda el seu tercer treball, l'àlbum "Parallel lines": un compendi de sons entre el punk, el garage, la música disco i el soft rock. L'èxit d'aquest àlbum a nivell mundial, particularment a Gran Bretanya, als Estats Units i al Japó, prové de la popularitat d'alguna de les seves cançons, com per exemple: "Heart of glass", "Sunday girl", "Picture This" o "One way or another". El mateix any van participar en la quarta edició del Festival Canet Rock.
La imatge de la banda, liderada per la vocalista Debbie Harry, va començar a atraure l'atenció del públic.
La carrera de Blondie va continuar amb els seus àlbums posteriors: "Eat to the beat" (1979), que incloïa cançons convertides més tard en icones del pop, com "Atomic", "Dreaming" o "Union city blue"; i posteriorment "Autoamerican" (1980), que incloïa els temes "The tide is high" i "Rapture", juntament amb altres que passejaven per altres terrenys musicals, com el rock èpic, jazz, la música disco i fins i tot les seccions de vent metal de so llatí.
El seu últim disc, "The hunter", va ser el menys popular de tots els realitzats per la banda i va coincidir amb la seva decadència el 1982, el que va acabar amb la separació del grup l'any següent. Deborah Harry, líder, veu i imatge de la banda (que ja havia editat un àlbum el 1981 anomenat "Koo Koo") va emprendre una carrera en solitari amb cert èxit, tot i que sense arribar a igualar la popularitat de Blondie. A més, va participar en algunes pel·lícules i sèries de televisió com a actriu convidada. Alguns dels seus temes durant la dècada dels 80 varen ser "I want that man" o "French kissin in the USA".
El 1998, els 4 membres de la formació original de Blondie, és a dir, Deborah Harry com a vocalista, Clem Burke a la bateria, James Destry als teclats i Chris Stein com a guitarrista, varen emprendre una reconstitució de la banda, que va correspondre's amb un parell de temes publicats a nivell internacional: "Maria" i "Nothing is real but the girl". D'aquesta manera, la banda va reiniciar la carrera que havia detingut anys enrere.
Actualment la banda es troba en actiu i ja ha editat un nou disc "The curse of Blondie" (2003), que conté temes electrònics i guitarrers ("Good boys", "Undone", "Goldenrod") i també estan en actiu pel que fa a concerts.
Considerats avui dia com una de les bandes més interessants i influents del pop rock, una multitud d'artistes tan diferents com The Strokes, Madonna, Garbage, No Doubt, Blur o The Sounds han confessat la seva admiració per la mítica banda de Nova York.

## Discografia
- Blondie (First Album) (1976).
- Plastic Letters (1977).
- Parallel Lines (1978).
- Eat to the Beat (1979).
- Autoamerican (1980).
- The Best of Blondie (1981).
- The Hunter (1982).
- No Exit (1999).
- Livid (1999).
- The Curse of Blondie (2004).
- Live By Request (2004).
- Panic Of Girls (2011).
- Ghosts of Download (2014).
- Pollinator (2017).